# Fort Lauderdale Strikers
Fort Lauderdale Strikers foi um clube de futebol dos Estados Unidos, sediado na cidade de Fort Lauderdale, na Flórida. Disputou a NASL, uma divisão inferior à Major League Soccer até 2016, e até a temporada de 2011 chamava-se Miami Football Club.

## História
Fundado em 2006, quatro anos depois da Flórida ficar sem suas duas equipes na MLS (Miami Fusion e Tampa Bay Mutiny), o Miami FC ganhou as manchetes quando contratou os tetracampeões mundiais Romário e Zinho para a disputa da USL Pro (atual USL Championship), uma espécie de segunda divisão ou liga alternativa logo abaixo da Major League Soccer. Apesar dos reforços brasileiros, após terminar a temporada regular na quinta posição, o time acabou sendo eliminado nas quartas de final.
Para o ano seguinte, Romário deixaria o clube para jogar no Adelaide United da Austrália. Por sua vez, Zinho manteve-se no Miami até o fim de sua carreira de jogador, virando técnico da equipe em 2007. Terminando a temporada regular na nona colocação, em 2007, o Miami não conseguiu avançar para as fases eliminatórias da competição. 
Em 2009, o time anunciou a contratação do zagueiro Júnior Baiano, que havia disputado o Campeonato Carioca pelo Volta Redonda e estava atuando pelo time de showbol do Flamengo. O Miami foi a última equipe profissional do jogador, que atuou em 7 partidas e não marcou nenhum gol.

## Mudança para Fort Lauderdale
No verão de 2010, o Miami FC anunciou a sua intenção de "prestar uma homenagem" ao Fort Lauderdale Strikers, um clube histórico da NASL, incorporando o nome "Strikers" à sua nomenclatura a partir de 2011. Ronaldo, além de ser presidente do time, também atuaria em algumas partidas. Outro reforço que chegou foi o lateral direito Léo Moura, do Flamengo, que vestiu a camisa de número 10.
Em 2016, o clube encerrou as suas atividades.

## Estádio
O Fort Lauderdale Strikers utilizou 3 estádios para seus jogos como mandante: o Tropical Park Stadium (2006 a 2008, ainda como Miami FC), o Lockhart Stadium (entre 2009 e 2016) e Central Broward Stadium (2016).

## Estatísticas
| Ano                      | Divisão | Campeonato         | Temporada regular               | Playoffs           | Open Cup         | Média de público |
| ------------------------ | ------- | ------------------ | ------------------------------- | ------------------ | ---------------- | ---------------- |
| Miami FC                 |         |                    |                                 |                    |                  |                  |
| 2006                     | 2       | USL First Division | 5º                              | Quartas-de-final   | Segunda fase     | 2,074            |
| 2007                     | 2       | USL First Division | 9º                              | Não se classificou | Primeira fase    | 916              |
| 2008                     | 2       | USL First Division | 9º                              | Não se classificou | Terceira fase    | 1,701            |
| 2009                     | 2       | USL First Division | 9º                              | Não se classificou | Segunda fase     | 1,063            |
| 2010                     | 2       | USSF Division 2    | 4º                              | Não se classificou | Terceira fase    | 1,254            |
| Fort Lauderdale Strikers |         |                    |                                 |                    |                  |                  |
| 2011                     | 2       | NASL               | 4º                              | Vice-campeão       | Não disputou     | 3,985            |
| 2012                     | 2       | NASL               | 5º                              | Quartas-de-final   | Terceira fase    | 3,615            |
| 2013                     | 2       | NASL               | Fase inicial: 7º Fase final: 5º | Não se classificou | Terceira fase    | 4,265            |
| 2014                     | 2       | NASL               | Fase inicial: 5º Fase final: 4º | Vice-campeão       | Terceira fase    | 3,825            |
| 2015                     | 2       | NASL               | Fase inicial: 8º Fase final: 4º | Semifinal          | Terceira fase    | 4,471            |
| 2016                     | 2       | NASL               | Fase inicial: 6º Fase final: 6º | Não se classificou | Quartas-de-final | 1,331            |

## Treinadores

### Miami FC
- Chiquinho de Assis (2006–07)
- Zinho (2008–09)
- Victor Pastora (2010)
- Daryl Shore (2010)

### Fort Lauderdale Strikers
- Daryl Shore (2011–13)
- Ricardo Lopes (2013, interino)
- Günter Kronsteiner (2013–14)
- Marcelo Neveleff (2015)
- Iván Guerrero (2015, interino)
- Günter Kronsteiner (2015)
- Caio Zanardi (2016)